# Sericornis
A Sericornis  a madarak osztályának verébalakúak (Passeriformes) rendjébe és az ausztrálposzáta-félék (Acanthizidae) családjába tartozó nem.

## Rendszerezés
Besorolásuk vitatott, egyes rendszerezők szerint a Pardalotidae családba tartoznak.
A családon belül a legközelebbi rokonai a Crateroscelis és az Origma nembe tartoznak.
A nembe az alábbi 13 faj tartozik:
- Sericornis spilodera
- Sericornis papuensis
- citromtorkú ausztrálposzáta (Sericornis citreogularis)
- Sericornis perspicillatus
- Sericornis rufescens
- Sericornis arfakianus
- Sericornis keri
- fehértorkú ausztrálposzáta (Sericornis frontalis)
- Sericornis humilis
- Sericornis magnirostris
- Sericornis beccarii
- Sericornis virgatus
- Sericornis nouhuysi